# Igreja de São Pedro e São Paulo (Oostende)
A Igreja de São Pedro e São Paulo (Sint-Petrus-en-Pauluskerk) é a principal igreja de Oostende, Bélgica, é um templo católico romano neogótico. Foi construída sobre as cinzas de uma igreja anterior que ocupava o local. O rei Leopoldo II apoiou com entusiasmo um plano para construir uma igreja nova e mais magnífica. A construção começou em 1899 e foi concluída e consagrada pelo Bispo Waffelaert em 31 de agosto de 1908. Seus vitrais foram destruídos durante as duas guerras mundiais e foram substituídos por janelas de Michiel Martens. A igreja tem 70 metros de comprimento e 30 metros de largura. Suas torres têm 72 metros de altura.

A igreja foi construída em estilo neo-gótico de acordo com os planos do arquiteto Louis Delacenserie, que baseou seu projeto na catedral gótica de Colônia e na Votivkirche neogótica de Viena.

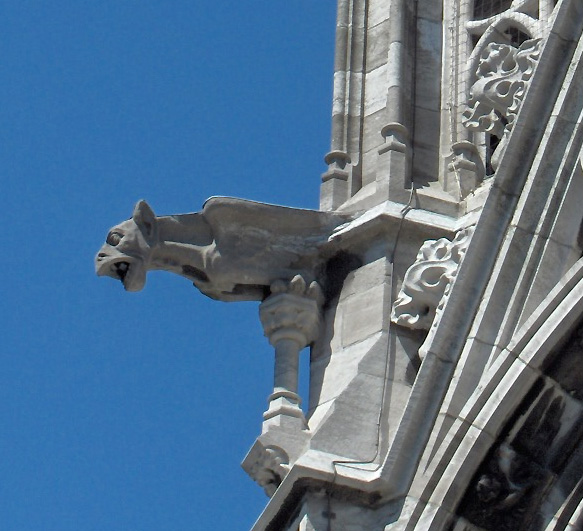
Gárgula em uma das torres da Igreja